# Corps à corps (film, 2003)
Cet article concerne le film de 2003. Pour le film de 1988, voir Corps z'à corps. Pour les autres significations, voir Corps à corps (homonymie).
Pour plus de détails, voir Fiche technique et Distribution.
Corps à corps est un film français de François Hanss réalisé en 2003, distribué et produit par la société Carrere Group D.A.

## Synopsis
Il relate l'histoire d'une strip-teaseuse (Emmanuelle Seigner) se voyant offrir une nouvelle vie par un de ses clients fou amoureux d'elle. Exténuée par la vie qu'elle mène, elle décide de le suivre bien qu'elle ne lui soit pas attachée. Elle découvrira par la suite que les intentions de son nouveau mari ne sont pas celles qu'elle croyait.

## Fiche technique
- Titre : Corps à corps
- Réalisation : François Hanss
- Scénario : Arthur-Emmanuel Pierre
- Musique : Sarry Long
- Durée : 101 minutes
- Date de sortie :  France : 23 avril 2003
- Pays :  France

## Distribution
- Emmanuelle Seigner : Laura Bartelli
- Philippe Torreton : Marco Tisserand
- Clément Brilland : Jeannot
- Vittoria Scognamiglio : Doris
- Yolande Moreau : L'institutrice
- Marc Duret : Docteur Azzeri
- Maurice Lamy : Le patron du Moon Side
- Lucien Jérôme : Employé EDF
- Booder : l'animateur

## Distinctions

### Récompenses
- 2003 : Prix du critique au Festival du film policier de Cognac
- 2004 : Prix du tournage au Festival du film d'Avignon

### Nomination
- 2003 : nommé pour le Golden Iris au festival du film européen de Bruxelles